# アルト・ロペス
アルトゥーロ・ロペス・ロドリゲス（Arturo "Art" López Rodríguez , 1937年5月8日 - ）は、プエルトリコ出身の元プロ野球選手（外野手、一塁手）。左投左打。

## 経歴
1961年にニューヨーク・ヤンキースと契約。1965年にメジャー初昇格を果たし、同年は38試合に出場するものの目立った成績は残せず、メジャーに昇格したのは同年の1シーズンのみに終わった。1967年には所属こそヤンキースに置いていたが、実際にはプエルトリコに帰国し百貨店の売り子になっていた。
1968年に来日し、成績不振に喘いでいた東京オリオンズに入団。このとき、オリオンズはヤンキースと交渉し、ヤンキースからは「ロペスなら出してもいい」と言う返答を得られた。オリオンズはヤンキースのスター選手であるヘクター・ロペス（1966年限りで引退）が来てくれると大喜びだったが、ヘクター・ロペスは右投右打なのに対し、ハワイ・マウイ島の春季キャンプに現れたアルト・ロペスは左投左打で、全く別人であることが判明。しかしオリオンズは「ダメだったらすぐにアメリカに帰せばいいから」と大らかに構え、そのまま入団させた。ヤンキースに支払った移籍金はたったの1000ドル（当時のレートで36万円）と格安だった。
開幕戦でいきなり決勝タイムリー三塁打を放つ。オールスターゲーム第1戦では、オールスターゲーム史上初となる初回先頭打者初球本塁打を記録。同年は中堅手、右翼手として起用され、打率.289（リーグ6位）、本塁打23本であった。狭い東京スタジアムの外野スタンドフェンスぎりぎりに本塁打を打つ技術を心得ていて、入団から4年連続で本塁打20本以上を記録。さらに2年目の1969年からは3年連続で打率3割を記録するなど、外国人選手として同じ年に入団したジョージ・アルトマンとクリーンナップを組んで活躍した。中でも、1970年には打率.313（リーグ4位）、本塁打21本を記録してリーグ優勝に貢献。その活躍ぶりが認められて、オリオンズの球団オーナーであった永田雅一に可愛がってもらっていたが、永田はいつも「ペロス」と呼び間違えていたという。ロペスも永田が観戦した試合ではよく打った。
1972年に監督の大沢啓二のチーム改革により、外山義明とトレードの形でヤクルトアトムズに移籍。移籍を伝えられた際、ロペスは大沢に対して「ハートが冷たいよ」と日本語で言ったという。同年は打率.286（リーグ8位）、14本塁打の成績を残す。しかし東京スタジアムに比べて広い神宮球場では本塁打数が落ち、広い外野で守備の拙さも目立つようになるなど、オリオンズ時代ほどの活躍はできなかった。同年6月21日の対大洋戦では2回表、クリート・ボイヤーの平凡な右飛を右翼手のロペスが落球し、そこからプロ野球記録となる11人連続出塁で11失点を喫した。ヤクルトでは一塁手としても起用されるが、1973年限りで退団し帰国した。年俸交渉で大いに揉め、球団持ちだったプエルトリコへの渡航費も「帰ったつもり」で貯金していたという。
一部媒体ではヘクター・ロペスの弟だと言われていた事があるが、ヘクターはパナマ出身であるのに対しアルトゥーロはプエルトリコの出身であり実際に血縁関係はない。

## 人物
陽気な性格であったという。オリオンズ時代はそのキャラクターと本拠地球場から「下町の太陽」と呼ばれた。

## 詳細情報

### 年度別打撃成績
| 年 度    | 球 団       | 試 合 | 打 席 | 打 数 | 得 点 | 安 打 | 二 塁 打 | 三 塁 打 | 本 塁 打 | 塁 打 | 打 点 | 盗 塁 | 盗 塁 死 | 犠 打 | 犠 飛 | 四 球 | 敬 遠 | 死 球 | 三 振 | 併 殺 打 | 打 率 | 出 塁 率 | 長 打 率 | O P S |
| -------- | ----------- | ----- | ----- | ----- | ----- | ----- | -------- | -------- | -------- | ----- | ----- | ----- | -------- | ----- | ----- | ----- | ----- | ----- | ----- | -------- | ----- | -------- | -------- | ----- |
| 1965     | NYY         | 38    | 51    | 49    | 5     | 7     | 0        | 0        | 0        | 0     | 0     | 0     | 0        | 1     | 0     | 1     | 0     | 0     | 6     | 0        | .143  | .160     | .143     | .303  |
| 1968     | 東京 ロッテ | 137   | 600   | 561   | 81    | 162   | 27       | 3        | 23       | 264   | 74    | 10    | 11       | 2     | 3     | 30    | 2     | 4     | 56    | 22       | .289  | .328     | .471     | .798  |
| 1969     | 東京 ロッテ | 122   | 498   | 459   | 61    | 138   | 16       | 3        | 23       | 229   | 81    | 9     | 7        | 3     | 5     | 22    | 3     | 9     | 37    | 13       | .301  | .341     | .499     | .840  |
| 1970     | 東京 ロッテ | 120   | 485   | 457   | 65    | 143   | 20       | 0        | 21       | 226   | 69    | 4     | 3        | 2     | 3     | 18    | 0     | 5     | 24    | 10       | .313  | .344     | .495     | .838  |
| 1971     | 東京 ロッテ | 128   | 547   | 508   | 82    | 153   | 21       | 4        | 24       | 254   | 77    | 2     | 3        | 2     | 5     | 24    | 1     | 8     | 28    | 10       | .301  | .339     | .500     | .839  |
| 1972     | ヤクルト    | 126   | 508   | 462   | 61    | 132   | 25       | 3        | 14       | 205   | 61    | 5     | 4        | 1     | 7     | 33    | 4     | 5     | 40    | 8        | .286  | .335     | .444     | .779  |
| 1973     | ヤクルト    | 117   | 354   | 313   | 33    | 73    | 13       | 0        | 11       | 119   | 39    | 3     | 2        | 1     | 3     | 35    | 7     | 2     | 24    | 13       | .233  | .312     | .380     | .692  |
| MLB：1年 | MLB：1年    | 38    | 51    | 49    | 5     | 7     | 0        | 0        | 0        | 7     | 0     | 0     | 0        | 1     | 0     | 1     | 0     | 0     | 6     | 0        | .143  | .160     | .143     | .303  |
| NPB：6年 | NPB：6年    | 750   | 2992  | 2760  | 383   | 801   | 122      | 13       | 116      | 1297  | 401   | 33    | 30       | 11    | 26    | 162   | 17    | 33    | 209   | 76       | .290  | .334     | .470     | .804  |

- 各年度の太字はリーグ最高
- 東京（東京オリオンズ）は、1969年にロッテ（ロッテオリオンズ）に球団名を変更

### 記録
NPB初記録
- 初出場・初先発出場：1968年4月6日、対東映フライヤーズ1回戦（後楽園球場）、3番・中堅手で先発出場
- 初安打・初打点：同上、8回表に森安敏明から右中間へ先制決勝2点適時三塁打
- 初本塁打：1968年4月14日、対西鉄ライオンズ3回戦（東京スタジアム）、3回裏に益田昭雄からソロ

NPB節目の記録
- 100本塁打：1972年8月2日、対中日ドラゴンズ18回戦（明治神宮野球場）、7回裏に渋谷幸春から2ラン

NPBその他の記録
- 26試合連続安打 （1968年6月12日 - 7月17日）
- オールスターゲーム出場：1回 （1968年）
- オールスターゲーム初回先頭打者初球本塁打：1968年第1戦 ※史上初[注 2]

### 背番号
- 57 （1965年）
- 22 （1968年）
- 9 （1969年 - 1971年、1973年）
- 4 （1972年）